# Post SV Hamburg
Der Post-Sportverein Hamburg von 1925 e. V. (kurz: Post SV Hamburg) war ein Sportverein aus Hamburg. Neben der Hauptsportart Fußball bot er zuletzt die Sportarten Basketball, Tennis, Taekwon-Do, Sportschießen und Kegeln an.

## Geschichte
Der Verein wurde am 25. Juni 1925 durch eine kleine Gruppe Hamburger Postangehöriger als "Sportverein der deutschen Reichspost, telegraphisch-technische Abteilung V" gegründet. Zwei Jahre später erhielt der Verein den endgültigen Namen. In der Anfangsphase wuchs der Verein rasch heran, sodass bald zahlreiche Abteilungen mit den Hauptsportarten Leichtathletik, Fußball, Handball und Faustball entstanden. Zunächst auf einem Sportplatz in der Sengelmannstraße beheimatet, bezog der Verein am 1. September 1935 die neugeschaffene Sportanlage Am Forsthof im Barmbek, wo sich neben einem kleinen Fußballstadion mit Laufbahn alle weiteren erforderlichen Sportanlagen befanden. Für die Hallensportarten wurde größtenteils eine Halle im fünften Stock des Fernmeldeamtes in der Schlüterstraße in Rotherbaum genutzt.
Nicht zuletzt aufgrund des Anschlusses der bisher selbständigen Postsportvereine aus Rahlstedt, Bergedorf, Harburg-Wilhelmsburg und Altona am 1. Juli 1938 zählte der Post SV Hamburg zu diesem Zeitpunkt mit 2500 aktiven Sportlern zu den Mitgliederstärksten Sportvereinen. Während des Zweiten Weltkrieges musste sich der Verein aufgrund der Entscheidung einer NS-Kommission im Juli 1940 in Post-Sportgemeinschaft Hamburg umbenennen. Nach Beendigung des Krieges wurde am 26. April 1946 der alte und bis zur Auflösung des Vereins gültige Vereinsname wieder übernommen.
Unmittelbar nach dem Zweiten Weltkrieg erzielte auch die Tischtennisabteilung größere Erfolge. Sowohl die Damen als auch die Herren-Mannschaft spielte in der Stadtliga, die mangels überregionaler Spielklassen damals erstklassig war. Die Damen wurden 1950 durch einen 7:2-Erfolg gegen den SC Victoria Hamburg Hamburger Mannschaftsmeister. Mit Hertha Wöhlke (1945 und 1947), Tilla Klahn (1948) und Alexander Liepinsch (1947) konnten drei Postsportler die Hamburger Einzelmeisterschaften der Damen bzw. Herren gewinnen. Klahn/Wöhlke wurden zudem gemeinsam dreimal und je ein weiteres Mal mit einer anderen Partnerin Hamburger Meisterinnen im Damen-Doppel. Aber nachdem die Deutsche Bundespost die Halle im Fernmeldeamt ab 1957 wieder für postalische Zwecke nutzte, musste die Abteilung aufgelöst werden. Der Versuch eines Neustarts Mitte der 1980er Jahre scheiterte und die Mannschaft wurde noch vor Saisonbeginn wieder abgemeldet.
Noch erfolgreicher waren die Faustballer des Vereins. Die Damen-Mannschaft wurde insgesamt fünfmal deutscher Meister. 21-mal konnte sie den Hamburger Titel erringen. Aber auch die Herren-Mannschaft spielte in den 1950er Jahren in der höchsten Hamburger Spielklasse. Die Radballer wurden zwischen 1942 und 1960 dreimal Deutscher Meister. Auch eine Box-, eine Basketball-, eine Ringer-, eine Hockey- und eine Wasserballabteilung bestanden nach dem Zweiten Weltkrieg bei den Postsportlern. Im Feldhandball spielten die Post-Männer in den 1950er Jahren zeitweise in der Hamburger Stadtliga, der zweithöchsten Spielklasse nach der Oberliga. Die Basketballabteilung nahm bereits 1949 an der ersten Nachkriegsmeisterschaftsrunde in Hamburg teil.
Wegen des beabsichtigten Neubaus der Großsiedlung Steilshoop musste der Verein seine Sportanlage Am Forsthof verlassen. Bereits 1959 kündigte der Grundstückseigentümer Beisser die bestehenden Verträge, erklärte sich nach Verhandlungen aber bereit, jeweils einjährige Pachtverträge mit dem Post SV abzuschließen. Die Tennisabteilung machte sich daraufhin als THC am Forsthof selbständig. Eine unsichere Situation, die 1968 ein Ende fand, als der endgültige Verlust der Sportanlage feststand. Zwar wurde dem Verein seitens der Stadt Hamburg eine neue Sportanlage zur Verfügung gestellt, doch befindet sich das 1971 fertiggestellte Karl-Hülbert-Sportzentrum (später so nach dem damaligen für den Umzug verantwortlichen 1. Vorsitzenden benannt) in Hamburg-Farmsen, erheblich vom alten Standort in Barmbek entfernt. Außerdem wurde die Sportanlage auf einer ehemaligen Tongrube errichtet, die bis 1966 als Mülldeponie genutzt wurde. Aufgrund der davon ausgehenden zu befürchtenden Gesundheitsgefahr wird nunmehr über eine Sanierung der Fläche nachgedacht.
Am 29. April 2013 stellte der Vorstand nicht zuletzt wegen der stetig sinkenden Mitgliederzahlen (von etwa 2500 im Jahr 1938 bis knapp 350 im April 2013) und der immensen Unterhaltskosten für die Sportanlage beim Amtsgericht Hamburg einen Insolvenzantrag, so dass der Verein im Juli 2013 aufgelöst und aus dem Vereinsregister gelöscht wurde.

## Fußball
Zwei Jahre nach der Vereinsgründung nahm erstmals auch eine Fußballmannschaft des Post SV am vom Dachverband organisierten Spielbetrieb teil. Nach dem am 24. September 1939 durch ein 2:4 gegen Rasensport Harburg verpassten Aufstieg in die Gauliga Nordmark spielte man bis 1943 in der 1. Klasse Groß-Hamburg, der damals zweithöchsten Spielklasse. Während der Zeit des Zweiten Weltkrieges gelang es, wie fast allen Sportvereinen, nur unter großen Schwierigkeiten, vollständige Mannschaften zu stellen. So schloss man sich zunächst mit dem HSV Barmbek-Uhlenhorst zur KSG Post/BU zusammen. Ein Jahr später folgte der Zusammenschluss mit dem SV St. Georg und dem SC Sperber zur KSG Alsterdorf (KSG = Kriegsspielgemeinschaft), mit der man in der Gauliga spielte.
Nach Beendigung des Krieges gelang die Qualifikation für die höchste deutsche Spielklasse, der Stadtliga Hamburg. Hier erreichte man u. a. hinter dem Hamburger SV, dem FC St. Pauli und Altona 93 zwar nur den neunten Rang, doch war der Platz für den Klassenerhalt ausreichend. Nach Bildung der Oberliga im Jahr 1947 blieb die erste Mannschaft zunächst in der zweithöchsten Spielklasse (damals Amateurliga) und scheiterte 1950 als Meister an den Aufstiegsspielen zur Oberliga Nord. 1953 stieg die Mannschaft aus der Amateurliga ab. 1967 wurde der Klub durch einen Endspielsieg gegen den SV Blau-Gelb Frankfurt Deutscher Postmeister.
Nachdem viele wichtige Akteure den Verein verlassen hatten, folgte ein stetiger Abstieg, der am Ende der Saison 1977/78 mit dem Abstieg in die Kreisliga gipfelte. Lange spielte der Post SV Hamburg in der Bezirksliga Nord (Hamburg), nachdem man zwischenzeitlich zwei kurze Gastspiele in der Landesliga (1991/92 und 2002 bis 2004) gegeben hatte. Im Sommer 2008 folgte dann der erneute Abstieg in die Kreisliga. Nach zwei Jahren Kreisliga schaffte es der Post SV Hamburg 2010, wieder in die Bezirksliga Nord aufzusteigen, konnte sich dort aber nur zwei Jahre halten.
Als der Post SV 2013 Insolvenz anmeldete und sich auflöste, spielte er in der Kreisliga (achte Liga). Seine letzte Saison, 2012/13, wurde dabei jedoch nicht zu Ende gespielt, da sich die Mannschaft vor Saisonende aus dem Ligabetrieb zurückzog.
Die Alte Herren des Post SV Hamburg schaffte im Jahr 2010 zum zweiten Mal (nach 2005 – 16. Platz) die Qualifikation zur deutschen Meisterschaft. In Weimar belegte man 2011 den 6. Platz unter 32 Mannschaften.

## Erfolge

### Radball
- 1942 Deutscher Meister im 2er-Radball (Gespann Karl Schulz/Arthur Oldenschläger)
- 1956 und 1960 Deutscher Meister im 2er-Radball (jeweils Gespann Theodor Drzewicki/Erhard Stüber)
- zwischen 1940 und 1966 viermal Deutscher Vizemeister und fünfmal Dritter der Deutschen Meisterschaft
- 1964 Gründungsmitglied der Radball-Bundesliga
- 1967 Vizeeuropameister (Gespann Theodor Drzewicki/Erhard Stüber)
- zwischen 1953 und 1961 insgesamt achtmal Hamburger Meister

### Faustball
- 1951, 1952, 1953, 1955 und 1956 werden die Frauen Deutscher Meister
- Insgesamt werden die Frauen 21 × Hamburger Meister

### Fußball
- 1967: Deutscher Meister der Postsportvereine

### Kunstkraftsport
- 1952 und 1954 wird Eugen Katzenbach Deutscher Meister

### Judo
- 1957 wird Gerhard Alpers Dritter der Judo-Europameisterschaft in der Klasse „Alle Kategorien“
- 1959 wird Gerhard Alpers Deutscher Meister im Halbschwergewicht
- zwischen 1958 und 1960 wird die Mannschaft dreimal Hamburger Meister sowie
- Peter Petersen wird einmal Hamburger Meister im Schwergewicht

### Kegeln
- 1971, 1973, 1974, 1981 und 1983 erringt Eva Seemann, die auch für die deutsche Nationalmannschaft kegelte, für den Post SV die deutsche Meisterschaft.

### Tischtennis
- 1949 Hamburger Mannschaftsmeister der Damen
- Hertha Wöhlke (2×), Tilla Klahn und Alexander Liepinsch (je 1×) werden Hamburger Einzelmeister der Damen bzw. Herren